# شهرستان شمیاتچه
شهرستان شمیاتچه (به لهستانی: Powiat Siemiatycze) یک شهرستان در لهستان است که در استان پودلاسکی واقع شده‌است. شهرستان شمیاتچه ۱٬۴۵۹٫۵۸ کیلومتر مربع مساحت و ۴۸٬۶۰۳ نفر جمعیت دارد.